# Staatsfachschule für Steinbearbeitung in Saubsdorf
Die Staatsfachschule für die Steinbearbeitung in Saubsdorf, auch Marmorschule Saubsdorf genannt, war eine Steinmetzschule mit einem Schwerpunkt der Marmorbearbeitung von 1886 bis 1945. Gegründet wurde die Schule im Jahr 1886 auf dem Staatsgebiet des monarchischen Österreich-Ungarn.
Nach dem Ende des Ersten Weltkriegs verlor Österreich-Ungarn große Teile seines Staatsgebiets, darunter auch Saubsdorf. 1938 wurde das Sudetenland mit Saubsdorf ins Dritte Reich eingegliedert und die Steinmetzschule in eine Staatsfachschule umbenannt. Nach dem Ende des Zweiten Weltkriegs wurde diese Schule in der damaligen Tschechoslowakei geschlossen.
In einer dreijährigen Vollzeitausbildung in Theorie und Praxis wurden in diese Steinmetzschule zuletzt Schüler zu den sog. „Steinmetztechnikern“ ausgebildet. Diesen Ausbildungsberuf gab es nach dem Ende des Zweiten Weltkriegs nicht mehr. Es gibt einen neuen Ausbildungsgang zum staatlich geprüften Steintechniker an staatlichen Schulen in der Bundesrepublik.

## Geschichte
Die Staatsfachschule für Steinbearbeitung in Saubsdorf war die erste staatliche Steinmetzschule überhaupt, die bereits im Jahre 1886 im deutschsprachigen Raum ihren Ausbildungsbetrieb aufnahm. Drei Staaten (Österreich-Ungarn, Tschechoslowakei und Drittes Reich) waren Träger der Marmorschule. Im gleichen Jahr im Oktober wurde in Friedeberg (Žulová) Diese Ausbildungsstätte absolvierten bis zu ihrer Schließung, nach Zählungen von Ehemaligen, rund 1.040 Schüler. Sie war eine der anerkanntesten Steinmetzschulen jener Zeit für die Marmorbearbeitung und sie bestand 59 Jahre lang. Nicht nur Schüler aus dem deutschsprachigen Raum belegten sie, sondern auch aus Ungarn, Polen, Jugoslawien und Rumänien. 1945 wurde diese Steinmetzschule geschlossen; in ihr befindet sich heute (2008) eine Volks- und Realschule.
Die Staatsfachschule wurde in Gegenwart des Landtagsabgeordneten Adolf Latzel aus Tomíkovice (Domsdorf) mit Saubsdorfer Steinmetzmeistern, Steinbruchbesitzern und Gemeinderäten am 15. Februar 1886 feierlich eröffnet. Dies wurde erst nach langen Verhandlungen der Gemeinde Saubsdorf mit dem Landesschulausschuss in Troppau und dem Schulministerium in Wien möglich. Das Wiener Schulministerium erteilte die Genehmigung zur Errichtung einer Landesfachschule für Marmor im Jahre 1885. Das Ministerium trug damit dem Bauboom in Österreich-Ungarn Rechnung. In der Gründerzeit im Deutschen Kaiserreich und durch die Reparationszahlungen Frankreichs nach den verlorenen Krieg von 1870/1871 stieg Nachfrage nach Naturstein, insbesondere nach Marmor, ebenso an. Ferner wurden sowohl mehr als auch qualifiziertere Fachleute im Steinmetz- und Steinbildhauerhandwerk als bisher zur Bewältigung der Bauaufgaben benötigt. Die handwerklichen Kenntnisse zur Herstellung von Steintreppen, Grabsteinen und Viehtrögen reichten nicht mehr aus um die komplizierten Baustücke für die Gründerzeitbauten herzustellen. Dass man diese Einrichtung in unmittelbarer Nähe zu Natursteinvorkommen errichtete, war dem Vorkommen des Saubsdorfer Marmors und letztendlich der Initiative engagierter und vorausblickender Saubsdorfer geschuldet.
Der erste Unterricht fand in einem Raum der Volksschule Saubsdorf, die 1871 erbaut worden war, am 16. Februar 1886 mit 13 Schülern, statt. Ausgebildet wurden die Schüler zum sog. Steinmetztechniker in Theorie und Praxis in Vollzeit. Diese Ausbildung ist nicht mit dem heutigen Ausbildungsgang zu staatl. geprüften Steintechniker zu verwechseln. Für die praktische Unterweisung wurde ein nahe gelegenes Privathaus gemietet, das man später als die „alte Fachschule“ bezeichnete. Das Gebäude besteht heute nicht mehr. Im Jahre 1901 errichtete das Land Schlesien einen Schulneubau und das Provisorium wurde aufgegeben.
Im Jahre 1910 wurde die Schlesische Landesfachschule durch Österreich-Ungarn verstaatlicht und reorganisiert. Sie wurde K.k. Staatsfachschule für Steinbearbeitung genannt und verblieb weiterhin im Eigentum des Landes Schlesien. Das Land hatte den Sachkostenaufwand zu bestreiten. Das staatliche Schulministerium in Wien übernahm die Schulaufsicht sowie die allgemeine Verwaltungskosten und die Personalkosten der Lehrkräfte. Die Unterrichtsinhalte wurden den veränderten Marktgegebenheiten angepasst, denn es wurden neben Marmor weitere Gesteinsfamilien (zum Beispiel Granit, Sandstein usw.) als Ausbildungsinhalte aufgenommen, da diese mit anderen technologischen Methoden zu bearbeiten sind. Der Wunsch, die Ausbildung der Steinmetzen auch an Maschinen abzurunden, wurde bereits damals vehement vertreten. Dies wurde im Jahre 1924 realisiert und die Staatsfachschule war auf dem aktuellen Stand der Technik. 1927 wurde die Schule elektrifiziert und weitere Maschinen angeschafft, nachdem eine Saubsdorfer Delegation mit dem Fachschuldirektor Paul Stadler den tschechoslowakischen Staatspräsidenten Tomáš Garrigue Masaryk aufgesucht hatte. 1927/28 konnte der Lehrkörper um zwei auf insgesamt acht Lehrkräfte erhöht werden.
Im September 1938 benutzten deutsche Freikorps die Steinmetzschule als Unterkunft. 1939 besetzte die Wehrmacht das Sudetenland. Die Nationalsozialisten wollten die Marmorschule mit der Granitschule aus Friedeberg in eine Kunstakademie in Freiwaldau (Jesenik) zusammenzulegen. Der Bürgermeister Kaps und der Fachschuldirektor Schönhofer wehrten sich erfolgreich gegen diese Bestrebungen. Am 25. Juli 1945 kam das Ende der traditionsreichen Marmorschule. Das Gebäude stand anschließend lange leer und wurde von 1975 bis 1983 renoviert und beherbergt heute eine Volks- und Realschule.

## Gebäude
Das Schulgebäude in Saubsdorf besaß einen Zeichensaal und Modellier- und Abgussraum, ein Bildhauer-Atelier, einen Reißboden, eine Schmiede, einen Steinsäge- und Steinschleifmaschinenwerkstatt, eine Foto-Dunkelkammer, einen Raum für eine Stein-Drehmaschine, eine Tischlerei, einen Direktoren- und Lehrerraum, Ausstellungsraum und Magazine und weitere Funktionsräume, ferner ein Gebäude für Internatsschüler. Der Gebäudekomplex der Schule umschloss einen Werk- und Materiallagerplatz, der zum Steintransport einen Gittermastkran besaß.

## Ausbildungsgänge

### Steinmetztechniker und Steinmetzgeselle
Der Schultyp einer Staatsfachschule entwickelte sich in der Zeit der Österreichisch-Ungarischen Donaumonarchie und trug den Anforderungen einer qualifizierten Berufsausbildung der damaligen Zeit Rechnung. Diese Staatsfachschulen waren Ausbildungsstätten, die Schüler ohne Berufsausbildung in die drei Jahre dauernde schulische Ausbildung aufnahmen. Zur Schulaufnahme war das Abgangszeugnis einer Volks- oder Bürgerschule Voraussetzung. Es war kein beruflicher Ausbildungsgang nach dem deutschen „Dualen System“, in dem die praktischen Fertigkeiten im Ausbildungsbetrieben und in überbetrieblichen Werkstätten und die Vermittlung von theoretischen Kenntnissen in staatlichen Berufsschulen stattfindet. Die Schuldauer war mit der Dauer der Lehrzeit identisch, die es neben der schulischen Ausbildung in Steinmetzbetrieben gab. In der Schule wechselten praktische Unterweisungen und theoretischer Unterricht systematisch ab. Der erfolgreiche Schulabschluss war dem Gesellenbrief gleichgestellt. Die Absolventen waren schulisch ausgebildete Steinmetzgesellen, die Steinmetztechniker genannt wurden. Die Steinmetztechnikerausbildung in Österreich-Ungarn ist nicht mit zweijährigen Ausbildungsgängen zu den staatlich geprüften Steintechnikern zu verwechseln, die es in der Bundesrepublik Deutschland gibt.
Neben der Vollzeitausbildung gab es für die Steinmetzlehrlinge, die in den Betrieben ausgebildet wurden, nachmittags und abends gab es ein Unterrichtsangebot.

### Steinmetzmeister
In der österreichischen und tschechoslowakischen Zeit konnten sich Steinmetzgesellen und Steinmetztechniker nach einer dreijährigen Berufspraxis zur Steinmetzmeisterprüfung anmelden und schlossen diese, sofern sie Erfolg hatten, mit dem staatlich geprüften konzessionierten Steinmetzmeister ab, den bis 1938 in dieser Form gab. Die theoretische Meisterprüfung dauerte etwa zehn Tage.
Nach dem Ersten Weltkrieg wurde ein Vorbereitungskurs für die staatliche Meisterprüfung nach erfolgter Genehmigung durch das tschechoslowakische Ministerium für Schulwesen und Volkskultur in Prag als eigene Schulabteilung eingeführt.
Nur die konzessionierten Meister waren berechtigt staatliche, private, profane und sakrale Steinarbeiten auszuführen.

## Schuldirektoren
Die Schulleiter in zeitlicher Reihenfolge:
- Eduard Zelenka († 3. April 1943)
- Rudolf Jüttner († 2. März 1920)
- Paul Stadler († 22. Oktober 1955 in Bad Wildungen)
- Rudolf Schönhofer (* 1886 in Böhmisch-Leipa (Česká Lípa); † 22. November 1981 in Braunschweig)